# Белвью (Флорида)
Белвью (англ. Bellview) — статистически обособленная местность, расположенная в округе Эскамбия (штат Флорида, США) с населением в 21 201 человек по статистическим данным переписи 2000 года.

## География
По данным Бюро переписи населения США статистически обособленная местность Белвью имеет общую площадь в 30,82 квадратных километров, из которых 30,56 кв. километров занимает земля и 0,26 кв. километров — вода. Площадь водных ресурсов округа составляет 0,84 % от всей его площади.
Статистически обособленная местность Белвью расположена на высоте 27 м над уровнем моря.

## Демография
По данным переписи населения 2000 года в Белвью проживало 21 201 человек, 5951 семья, насчитывалось 8108 домашних хозяйств и 8673 жилых дома. Средняя плотность населения составляла около 687,9 человек на один квадратный километр. Расовый состав населённого пункта распределился следующим образом: 80,66 % белых, 11,69 % — чёрных или афроамериканцев, 1,08 % — коренных американцев, 3,28 % — азиатов, 0,16 % — выходцев с тихоокеанских островов, 2,46 % — представителей смешанных рас, 0,67 % — других народностей. Испаноговорящие составили 2,40 % от всех жителей статистически обособленной местности.
Из 8108 домашних хозяйств в 34,3 % воспитывали детей в возрасте до 18 лет, 54,4 % представляли собой совместно проживающие супружеские пары, в 14,8 % семей женщины проживали без мужей, 26,6 % не имели семей. 21,4 % от общего числа семей на момент переписи жили самостоятельно, при этом 7,4 % составили одинокие пожилые люди в возрасте 65 лет и старше. Средний размер домашнего хозяйства составил 2,61 человек, а средний размер семьи — 3,02 человек.
Население статистически обособленной местности по возрастному диапазону по данным переписи 2000 года распределилось следующим образом: 26,5 % — жители младше 18 лет, 8,8 % — между 18 и 24 годами, 29,1 % — от 25 до 44 лет, 25,2 % — от 45 до 64 лет и 10,4 % — в возрасте 65 лет и старше. Средний возраст жителей составил 36 лет. На каждые 100 женщин в Белвью приходилось 91,8 мужчин, при этом на каждые сто женщин 18 лет и старше приходилось 87,8 мужчин также старше 18 лет.
Средний доход на одно домашнее хозяйство статистически обособленной местности составил 38 725 долларов США, а средний доход на одну семью — 44 693 доллара. При этом мужчины имели средний доход в 31 160 долларов США в год против 21 613 долларов среднегодового дохода у женщин. Доход на душу населения статистически обособленной местности составил 38 725 долларов в год. 7,6 % от всего числа семей в населённом пункте и 10,2 % от всей численности населения находилось на момент переписи населения за чертой бедности, при этом 14,1 % из них были моложе 18 лет и 9,3 % — в возрасте 65 лет и старше.